# Космос-2181
Космос-2181 је један од преко 2400 совјетских вјештачких сателита лансираних у оквиру програма Космос.
Космос-2181 је лансиран са космодрома Плесецк, Русија, 9. марта 1992. Ракета-носач Космос је поставила сателит у орбиту око планете Земље. Маса сателита при лансирању је износила 825 килограма. Космос-2181 је био навигациони сателит.